# Rodolia
Rodolia Mulsant, 1850, è un genere di insetti dell'ordine dei Coleotteri (famiglia Coccinellidae, sottofamiglia Coccidulinae, tribù Noviini), comprendente circa 50 specie di medio-piccole dimensioni.

## Descrizione
Le Rodolia hanno corpo emisferico e peloso, con livrea a tinte rossastre, con o senza maculature.

## Distribuzione
Sono prevalentemente originarie delle regioni tropicali e subtropicali dell'Asia (Cina, Taiwan, Pakistan, India, Indocina, Indonesia) e dell'Oceania (Australia, Nuova Guinea), associate a cocciniglie. La specie più famosa è Rodolia cardinalis, introdotta per scopi di lotta biologica in tutte le regioni tropicali e subtropicali del mondo e diventata perciò cosmopolita. Altre specie sono state introdotte in ambiti più ristretti (Micronesia) sempre per il controllo biologico delle cocciniglie.